# ایهور کوروبچینسکی
ایهور کوروبچینسکی (به انگلیسی: Ihor Korobchynskyi) ژیمناست زادهٔ ۱۶ اوت ۱۹۶۹ میلادی اهل کشور اوکراین است.